# Diệt chủng Gaza
Theo một Ủy ban Đặc biệt của Liên Hợp Quốc, Ân xá Quốc tế, Bác sĩ không biên giới, B'Tselem, nhiều học giả về luật quốc tế và nghiên cứu diệt chủng, cũng như một số chuyên gia khác, Israel đang diệt chủng người Palestine trong cuộc phong tỏa, xâm lược và oanh kích Dải Gaza, như một phần của cuộc chiến Gaza. Các hành vi diệt chủng được nhắc đến ở đây bao gồm giết người quy mô lớn và lợi dụng nạn đói làm vũ khí chiến tranh; bên cạnh đó còn các hành vi cấu thành tội ác chiến tranh như phá hủy hạ tầng dân sự, lạm sát nhân viên y tế và thường dân tìm kiếm viện trợ, cưỡng ép di dời, bạo lực tình dục và ngăn cản sinh đẻ. 
Tính đến tháng 8 năm 2025, Bộ Y tế Gaza báo cáo ít nhất 60.138 cư dân tại Dải Gaza đã bị giết – cứ 37 người thì có 1 người là nạn nhân – với con số trung bình 91 người chết mỗi ngày. Hầu hết nạn nhân là dân thường, trong đó ít nhất 50% là phụ nữ và trẻ em. So với các cuộc xung đột toàn cầu gần đây khác, đây là cuộc chiến với số lượng nhà báo, nhân viên cứu trợ nhân đạo, nhân viên y tế và trẻ em thiệt mạng nằm trong thứ hạng cao nhất. Hàng nghìn thi thể được cho là vẫn còn đang nằm dưới những đống đổ nát của các tòa nhà bị phá hủy. Một nghiên cứu trên tạp chí The Lancet ước tính đã có 64.260 ca tử vong do chấn thương vào tháng 6 năm 2024, đồng thời lưu ý rằng con số thương vong tiềm năng có thể còn lớn hơn nữa khi tính cả các ca tử vong "gián tiếp". Tính đến tháng 5 năm 2025, ước lượng tương đương về số ca tử vong do chấn thương là vào khoảng 93.000, tức khoảng 4–5% dân số Gaza tiền chiến. Số người bị thương là hơn 100.000; Gaza có tỉ lệ trẻ em bị què cụt trên đầu người cao nhất thế giới.
Hơn 1,9 triệu người Palestine – 85% dân số Gaza – đã bị ép phải di dời. Cuộc phong tỏa của Israel đã góp phần gây ra nạn đói và nguy cơ mất an ninh lương thực ở Gaza, trong khi một số thường dân Israel tiếp tục ngăn chặn hoặc tấn công các đoàn xe viện trợ nhân đạo vượt biên giới. Ngay từ đầu cuộc xung đột, Israel đã cắt nguồn cung cấp nước và điện của Gaza. Tính đến tháng 8 năm 2024, chỉ 17 trong số 36 bệnh viện của Gaza hoạt động một phần; 84% trung tâm y tế của Gaza bị phá hủy hoặc hư hại. Israel cũng đã phá hủy nhiều công trình kiến trúc mang tính biểu tượng văn hóa của Gaza, chẳng hạn như tất cả 12 cơ sở đại học, 80% trường học, nhiều nhà thờ Hồi giáo, Kitô giáo, viện bảo tàng và thư viện.
Chính phủ Nam Phi đã khởi kiện Israel tại Tòa án Công lý Quốc tế (ICJ), cáo buộc quốc gia này vi phạm công ước quốc tế về tội diệt chủng. Theo phán quyết ban đầu, ICJ đã chấp thuận quyền của Nam Phi được khởi kiện Israel, đồng thời công nhận người Palestine có quyền được bảo vệ trước các hành vi diệt chủng nhắm vào họ. Tòa án đã ra lệnh cho Israel tuân thủ nghĩa vụ của mình theo công ước quốc tế bằng cách thực hiện mọi biện pháp có thể nhằm ngăn chặn sự ủy thác các hành vi diệt chủng, ngăn chặn và trừng phạt các hành vi kích động diệt chủng, và cho phép hỗ trợ nhân đạo cơ bản tuồn vào Gaza. Tòa án sau đó cũng ra lệnh cho Israel tăng cường viện trợ nhân đạo cho Gaza và ngừng cuộc tấn công vào Rafah.
Nhiều nhà quan sát – bao gồm các chuyên gia của Liên Hợp Quốc, Báo cáo viên đặc biệt của Liên Hợp Quốc về các vùng lãnh thổ Palestine bị chiếm đóng Francesca Albanese, và Tổ chức Theo dõi Nhân quyền – đã trích dẫn tuyên bố của các quan chức cấp cao Israel mà có thể cho thấy "ý định hủy diệt" toàn bộ hoặc một phần dân số Gaza, tức điều kiện cần để thỏa mãn tiêu chí pháp lý cấu thành tội diệt chủng. Song cũng có một bộ phận học giả về luật quốc tế và nghiên cứu diệt chủng cho rằng chưa có đủ bằng chứng để quy kết "ý định hủy diệt" cho Isreal. Chính quyền nước này đã bác bỏ các cáo buộc của Nam Phi, khẳng định hành động đó hoàn toàn là tự vệ chính đáng.

## Hành vi
- Một em bé sơ sinh bị giết sau cuộc không kích của Israel
- Một người Palestine bị trọng thương sau cuộc không kích của Israel tại Deir el-Balah, Dải Gaza
- Phỏng vấn video nhân chứng sống sót sau đợt không kích tháng 10 năm 2023 của Israel
- Một đứa trẻ bị thương đang được chữa trị tại Bệnh viện Tử đạo Al-Aqsa sau cuộc không kích của Israel vào trại tị nạn Nuseirat, Dải Gaza

### Giết người trực tiếp
Hơn 1,9 triệu người Palestine—85% dân số Gaza—đã bị di dời cưỡng bức. Một cuộc phong tỏa cưỡng bức của Israel đã dự phần rất lớn vào nạn đói Dải Gaza và mối đe dọa của nạn đói ở Gaza, trong khi một số thường dân Israel đã chặn hoặc tấn công các đoàn xe cứu trợ chuyển vật tư nhân đạo qua biên giới. Vào đầu cuộc xung đột, Israel đã cắt nguồn cung cấp nước và điện của Gaza. Israel cũng đã phá hủy nhiều tòa nhà có ý nghĩa văn hóa, chẳng hạn như tất cả 12 trường đại học của Gaza, 80% trường học, và nhiều nhà thờ Hồi giáo, nhà thờ, bảo tàng và thư viện. Liên Hợp Quốc và nhiều cơ quan thông tấn ước tính rằng khoảng 70% người Palestine thiệt mạng ở Gaza là phụ nữ và trẻ em, với ít nhất 20.000 người Palestine đã thiệt mạng ở Gaza tính đến tháng 12 năm 2023. Theo Bộ Y tế Gaza và Văn phòng Thông tin Chính phủ, tính đến ngày 3 tháng 1 năm 2024, hơn 22.300 người đã được xác nhận đã tử vong. 
Trích dẫn nhiều sĩ quan tình báo và chiến trường Israel từ cuộc chiến ở Gaza, +972 Magazine và Local Call đưa tin rằng, theo hai nguồn tin, IDF đã quyết định trong những tuần đầu tiên của cuộc chiến sẽ cho phép giết tới 15 đến 20 thường dân cho mỗi chiến binh cấp thấp, trong khi đối với một chiến binh cấp cao như chỉ huy lữ đoàn hoặc tiểu đoàn, việc giết hơn 100 thường dân đã được cho phép. Một sĩ quan tình báo cũng cho biết Israel không quan tâm đến việc giết các đặc vụ Palestine khi họ tham gia vào một hoạt động quân sự hoặc chỉ trong một tòa nhà quân sự, mà thích ném bom họ tại nhà riêng của họ "mà không do dự" như một lựa chọn đầu tiên, nói rằng "Dễ hơn nhiều để ném bom nhà của một gia đình" nơi họ dễ xác định vị trí và nhắm mục tiêu hơn. Một sĩ quan tình báo khác cho biết khi nhắm vào các chiến binh trẻ, Israel chỉ sử dụng bom ngu, loại bom có thể phá hủy toàn bộ tòa nhà, để không "lãng phí bom đắt tiền vào những người không quan trọng". Theo lời khai trước Quốc hội Israel, những người lính Israel lái xe ủi đất bọc thép D9 62 tấn của Lực lượng Phòng vệ Israel đã được lệnh "chạy qua những tên khủng bố, cả sống lẫn chết, lên tới hàng trăm tên". 
Tính đến ngày 31 tháng 8 năm 2024, theo Bộ Y tế Gaza, số ca tử vong đã tăng lên 40.691 và số ca tử vong được xác định danh tính là 34.344. Trong số những ca tử vong được xác định danh tính, 17.652 (51%) là phụ nữ và trẻ em, 2.955 (9%) là người già thuộc mọi giới tính và 13.737 (40%) là nam giới. Rasha Khatib, Martin McKee và Salim Yusuf đã công bố trong mục thư từ của The Lancet ước tính số ca tử vong mà cuộc xung đột có thể gián tiếp gây ra trong những tháng và năm tới. Số ca tử vong gián tiếp của người Palestine do bệnh tật dự kiến sẽ cao hơn nhiều do cường độ của cuộc xung đột, cơ sở hạ tầng chăm sóc sức khỏe bị phá hủy, thiếu lương thực, nước, nơi trú ẩn và nơi an toàn để dân thường chạy trốn, và việc cắt giảm tài trợ cho UNRWA. Sử dụng các cuộc xung đột khác làm điểm tham chiếu, họ ước tính rằng tổng số ca tử vong liên quan đến xung đột ở Gaza có thể cao hơn từ ba đến 15 lần so với số ca tử vong được báo cáo. Bằng cách nhân số ca tử vong được báo cáo với năm, họ lập luận rằng theo ước tính thận trọng, "186.000 ca tử vong hoặc thậm chí nhiều hơn có thể là do cuộc xung đột hiện tại ở Gaza". Người phát ngôn của chính phủ Israel Eylon Levy đã bác bỏ những cáo buộc "với sự ghê tởm" này. 

## Đồng lõa
Vào tháng 10 năm 2023, nhà phân tích chính trị và ứng viên tiến sĩ Lena Obermaier lập luận rằng Đức là đồng lõa trong tội ác chiến tranh của Israel chống lại Gaza. Bà đã nêu chi tiết cách hầu hết các hãng thông tấn lớn nhất của Đức "im lặng về các chính sách diệt chủng của Israel trong quá khứ" và vẫn như vậy. Bà cũng nhấn mạnh đến việc cảnh sát đàn áp các cuộc biểu tình ủng hộ Palestine trên khắp nước Đức. Vào tháng 2 năm 2024, các luật sư đại diện cho người Palestine tại Đức đã đệ đơn khiếu nại hình sự chống lại nhiều chính trị gia cấp cao, bao gồm Thủ tướng Đức Olaf Scholz, Bộ trưởng Ngoại giao Annalena Baerbock, Bộ trưởng Kinh tế Robert Habeck và Bộ trưởng Tài chính Christian Lindner vì đã "hỗ trợ và tiếp tay" cho tội diệt chủng ở Gaza. Vào ngày 1 tháng 3 năm 2024, Nicaragua đã khởi xướng các thủ tục tố tụng chống lại Đức tại ICJ theo Công ước diệt chủng liên quan đến việc Đức hỗ trợ Israel trong chiến tranh Gaza. Vào tháng 3 năm 2024, công ty Birchgrove Legal có trụ sở tại Sydney đã đưa Thủ tướng Úc Anthony Albanese, Bộ trưởng Ngoại giao Penny Wong, Lãnh đạo phe đối lập Peter Dutton và những người khác đến ICC với tư cách là những kẻ tiếp tay cho tội diệt chủng, tội ác chiến tranh và tội ác chống lại loài người, với lý do cắt quỹ của UNRWA, cung cấp viện trợ quân sự và "sự ủng hộ chính trị rõ ràng" cho các hành động của Israel trong cuộc chiến tranh ở Gaza. 
Vào ngày 12 tháng 12 năm 2023, Human Rights Watch cho biết việc xuất khẩu vũ khí của Anh bán cho Israel có thể khiến Anh trở thành đồng lõa trong tội ác chiến tranh. Luật pháp Anh quy định rằng giấy phép không được cấp khi có nguy cơ rõ ràng rằng các mặt hàng có thể được sử dụng để thực hiện hoặc tạo điều kiện cho hành vi vi phạm nghiêm trọng luật nhân đạo quốc tế, ví dụ như bao vây hoàn toàn Gaza hoặc pháo kích bừa bãi vào dân thường. Các nhóm nhân quyền Al-Haq và Mạng lưới Hành động Pháp lý Toàn cầu đã nộp đơn xin xem xét lại tư pháp các giấy phép xuất khẩu của chính phủ đối với việc bán vũ khí của Anh có khả năng được sử dụng trong hành động của Israel tại Gaza. Ngoài ra, James Denselow, Trưởng phòng Xung đột và Nhân đạo tại Save the Children UK, cho biết: "Bằng cách không thúc đẩy chấm dứt vĩnh viễn cuộc chiến hoặc lên tiếng phản đối việc vũ khí hóa viện trợ, Rishi Sunak và chính phủ của ông đã tiếp tay cho nỗi kinh hoàng đang diễn ra". Vào tháng 12, Bộ trưởng thứ nhất Scotland Humza Yousaf đã lên án việc Vương quốc Anh không tham gia dự thảo nghị quyết của Liên hợp quốc kêu gọi ngừng bắn ở Gaza, nói rằng điều này sẽ dẫn đến cái chết của nhiều trẻ em hơn.